# ヤコブ (アルファイの子)
アルファイの子のヤコブは、新約聖書に登場するイエスの使徒の一人。
『マルコによる福音書』(3:18)などの使徒リストに「アルファイの子ヤコブ」として登場する以外に言行の記録は無い。
マルコ福音（15:40）に「小ヤコブとヨセの母マリア」が登場し、伝統的にアルファイの子ヤコブがこの「小ヤコブ」とされる。これと区別して、ゼベダイの子のヤコブを大ヤコブと呼ぶことがある。
マルコ福音(6:3)、マタイ福音(13:5) に、イエスの兄弟としてヤコブの名が挙げられており、西方を中心に流布する伝承では、これも同じ人物として、アルファイの子のヤコブをイエスの兄弟とする。なおカトリックなどでは実の兄弟ではなく、従兄弟とする。
この伝承では、マルコ福音の「小ヤコブとヨセの母マリア」とヨハネ福音(19:25) (イエスの)「母の姉妹、クロパの妻マリア」とを同一人物とする。また父親であるアルファイはクロパの異名であり(「アルファイ」はギリシャ語名で「クロパ」はアラム語名とされる)、ルカ福音(24:18)に登場するクレオパも同一人物とする。
『使徒言行録』(15:13)などに登場するヤコブ (イエスの兄弟)は一部の伝承ではアルファイの子のヤコブであるとされていたことがあるが、近代の聖書学者は彼らを区別する。